# Air Polonia
Air Polonia war eine polnische Billigfluggesellschaft. In der zweiten Jahreshälfte 2004 musste die Gesellschaft Konkurs anmelden.

## Geschichte
Air Polonia war die erste private Fluggesellschaft in Polen. Das Unternehmen wurde 2001 als Charterfluggesellschaft gegründet. Ende 2003 wurde der Flugbetrieb als Billigfluglinie aufgenommen. Am 5. Dezember 2004 stellte Air Polonia wegen finanzieller Schwierigkeiten den Flugbetrieb ein. Im Zuge des Konkurses wurden zwei ehemalige Manager beschuldigt, 3 Millionen Złoty unterschlagen zu haben.

## Flotte
- 2 Boeing 737-300
- 2 Boeing 737-400[7]